# 杨子荣
楊子榮（1917年1月28日—1947年2月23日），本名楊宗貴，字子榮，山東牟平（現煙台市牟平區）宁海镇嵎峡河村人。1945年參加八路軍，歷任戰士、班長、團偵察排長等職。為东北民主联军牡丹江軍分區干部。

## 生平

### 早年
父親楊世恩是個泥瓦匠，母親宋學芝是個農村婦女。1920年春,三岁的杨宗贵随父母、哥哥、姐姐以及小弟弟搭上乡村的一艘“刮蒌”船去闯关东，全家6口才在安东(今丹东)郊外的大沙河村落脚，杨世恩做瓦工，女儿跟人学纺丝。后一家人在东北实在难以维持生计，杨世恩决定自己和女儿留下，妻子带着三个儿子返回老家牟平。八岁时,杨宗贵被母亲送到村里的私塾读书。1929年，母亲托人把楊子榮带到安东，到父亲身边继续求学。1931年，九一八事變爆發，日軍侵佔安東，楊子榮的父親染病身亡。母親領著兩個妹妹回山東老家，楊子榮在安東一家私營的繅絲廠當童工。1932年，工廠裁人，楊子榮被趕出工廠大門。1935年楊子榮跟人结伙到鸭绿江上放木排、当船工。还给大户人家护过院，最后在鞍山千山采矿区当上了采矿工。1943年，他因不滿日本監工的欺凌，帶頭打了為日本人服務的工頭，從东北逃至了山東老家。從12歲待在東北至26歲，總共於東北過了14年的苦日子，但亦結交了不少朋友，影響其後來之軍旅生活。

### 軍旅生涯
在山東，其秘密加入村中的民兵組織，積極參與抗日鬥爭，打擊日偽軍。
1945年8月，參與八路軍攻占牟平城的戰伇。1945年9月，報名參加八路軍，編入膠東军区海軍支隊。1945年10月，膠東军区海軍支隊赴东北，因年數較其餘參軍者大，而被編為炊事員。1945年11月，部隊整编，楊子榮被編在该支队二團三營七連一排一班。沿途攻占了吉北哈南一帶的烏拉街、朝陽、舒蘭、榆樹、五常等城鎮。1946年2月随部调入牡丹江地區剿匪。
在當時，牡丹江地區治安極差，盜匪四起，楊子榮所在之部隊，擔負著剿匪、土地改革的重任。1946年，首長派楊子榮等30多人，化裝成海林鎮居民，先行到達海林鎮。同年1月，楊子榮加入中國共產黨。同年2月2日，成功佔領海林鎮。

### 東北剿匪
1946年3月16日，第二团在牡丹江北线剿匪，首战草甸子。杨子荣所在的七连一班班长身负重伤。连长和指导员决定杨子荣担任一班班长,立即到职。杨子荣率领全班士兵參與剿匪。1946年3月20日，杨子荣在杏树底村剿匪战斗中獨自一人勸降400多名土匪。經此一伇，楊子榮被評為「團戰鬥模範」。後來，部隊首長組建武裝偵察小分隊（團偵查排），小分隊負責人由楊子榮擔任。武裝偵察小分隊組建沒多久，首先生擒了許家四虎（許福、許祿、許禎、許祥），消滅了李發林、馬希山等匪徒，立下不少功績。其後，楊子榮帶領四名戰士，化妝成匪徒，深入林海雪原，探查敵情。1947年2月7日活捉牡丹江一帶匪首「座山雕」張樂山。東北軍區司令部給楊子榮記了三等功，授予他「特級偵察英雄」之榮譽。1947年2月19日《东北日报》以头版头条发表了《战斗模范杨子荣等活捉匪首座山雕》：“牡丹江分区某团战斗模范杨子荣等六同志本月2日奉命赴蛤蟆塘一带便装侦察匪情,不辞辛劳,以机智巧妙方法,日夜搜索侦察。当布置周密后,于2月7日,勇敢深入匪巢,一举将蒋记东北第二纵队第二支队司令座山雕张乐山以下二十五名全部活捉,创造以少胜多歼灭股匪的战斗范例。战斗中摧毁敌匪窝棚,并缴获步枪六支、子弹六百四十发、粮食千余斤”。

### 陣亡
1947年2月23日，楊子榮在追殲土匪郑三炮、丁焕章、刘维章、程树林、马连德、牟成顺、孟老三等七人之時，因天寒而導致所持之槍被凍住，孟老三顺势开了一枪，这一枪正中杨子荣左胸上。杨子荣去世時年31歲。中華人民共和國成立後，孟老三在镇压反革命运动中被判无期徒刑。杨子荣陣亡的地方叫闹枝沟，现名叫海林市柴河镇阳光四队。

## 身后
杨子荣的遗体被小火车运回海林县，停放在县中学教室里。1947年3月17日上午11时牡丹江军分区第二团的全体官兵和海林县各界人士在今朝鲜族中学广场隆重举行追悼大会。县委书记孙以谨致悼词，牡丹江军分区首长宣读东北军区发来的命令，授予杨子荣为“特级侦察英雄”的光荣称号，命名杨子荣生前所在的侦察排为“杨子荣排”。追悼会结束后，杨子荣的灵柩被护送到海林东山下墓地安葬。烈士墓前竖有一块高3米的木碑，上端镶有一颗五角红星，木碑左上角写着“为建立独立民主而奋斗的烈士千古”，正中是“英名永在,浩气长存”8个大字。其遺體現安葬在海林縣烈士陵園（今杨子荣烈士陵园）。1981年4月，海林縣建起了楊子榮紀念館。
1966年，中共海林县委做出决定：把寻访杨子荣身世，当成全县一项重要的政治任务限期完成。时任海林县民政局副局长、海林县烈士陵园管理站站长关会元为首的调查小组1974年的春天，当年曾为杨子荣创作肖像的画家把一张照片寄给了关会元，这是牡丹江二团政治处宣传股长提供给画家的1946年第二团纪念八一各种模范之一部合影，杨子荣为后排左四。关会元请人将照片翻拍放大，专程去北京找了曲波和姜国政等人确认，照片又被送到牟平县嵎峡河村，请杨宗福和同村人确认。至此完全确认了杨子荣身世。

## 家族

### 長輩
- 父：楊世恩，泥瓦匠，於1931年逝世。
- 母：宋學芝，農村婦女。

### 兄弟姐妹
- 姐杨宗山（1907～卒年不详）
- 哥杨宗福（1913～2001）
- 弟杨宗华（1919～1922）
- 妹杨宗松（1920～1982）
- 妹杨宗卿（1926～1952）

### 妻子
- 許萬亮，邵家溝人，為其生一女，但僅6個月即夭折。於1952年病故。

### 子女
- 女兒：名杨克武，出生僅6個月即夭折。
- 養子：杨克武，杨子荣的侄子，為其母宋學芝於其妻許萬亮死後為他領養。

## 文藝作品
- 小說《林海雪原》
- 京劇《智取威虎山》

## 引用
1. ↑  .   [2020-07-23]. （原始内容存档于2020-07-23）.
2. ↑  .   [2022-11-23]. （原始内容存档于2022-11-23）.

## 外部連結
- 《林海雪原》侵犯楊子榮名譽權？
- 楊子榮：戰鬥英雄